# كول جون فيرغسون
كول جون فيرغسون (بالإنجليزية: Cool John Ferguson) هو عازف قيثارة ومغني أمريكي، ولد في 3 ديسمبر 1953 في بيافورت في الولايات المتحدة.

## وصلات خارجية
- كول جون فيرغسون على موقع IMDb (الإنجليزية)
- كول جون فيرغسون على موقع ميوزك برينز (الإنجليزية)
- كول جون فيرغسون على موقع ديسكوغز (الإنجليزية)